# José Luíz Barbosa
José Luíz Barbosa (Três Lagoas, Brasil, 27 de mayo de 1961) es un exatleta brasileño, especializado en la prueba de 800 m en la que llegó a ser subcampeón mundial en 1991.

## Carrera deportiva
En el Mundial de Roma 1987 ganó la medalla de bronce en los 800 metros, tras el keniano Billy Konchellah y el británico Peter Elliot.
Cuatro años más tarde, en el Mundial de Tokio 1991 ganó la medalla de plata en la misma prueba, de nuevo tras el keniano Billy Konchellah, y por delante del estadounidense Mark Everett.